# Komet Hartley 1
Komet Hartley 1 ali 100P/Hartley je periodični komet z obhodno dobo okoli 6,3 let.
.
 Komet pripada Jupitrovi družini kometov . 

## Odkritje
Komet je odkril 13. junija 1985 avstralski astronom Malcolm Hartley na Observatoriju Siding Spring v Avstraliji s pomočjo Schmidtovega teleskopa.